# Гобелен з Байо

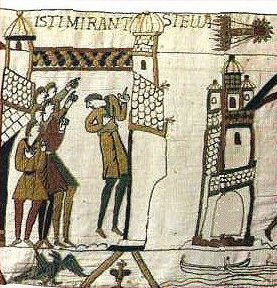
Поява Комети Галлея у 1066 р. Явище використано для датування килиму

Гобелен з Байо́ (фр. Tapisserie de Bayeux) — шмат вишитої тканини, розміром 0,5 на 68,38 метри — гобелен у традиційному розумінні — на якому зображено події, що передували завоюванню Англії норманами та події, власне, завоювання, а також пояснювальні написи латиною. Оригінальний гобелен виставлений у Байо в Нормандії, Франція. Існує декілька точних і масштабованих копій.

## Історичний контекст
На початку 1066 року король Англії, Едуард Сповідник, помер. Дворяни обрали наступним королем Гарольда Ґодвінсона. Вільгельм, герцог Нормандії, вважаючи себе законним спадкоємцем Едуарда Сповідника, в жовтні 1066 року здійснив вторгнення в Англію, щоб посісти трон. Іншими претендентами на трон були брат Гарольда — Тостіг і король Норвегії — Гарольд Гардрада.
Поки Вільгельм готував флот для відпливу з Нормандії до узбережжя Англії наприкінці вересня та на початку жовтня 1066 року, Гарольду Ґодвіндсону довелося спершу битися з армією Гарольда Гардради та Тостіга в Північній Англії в битві біля Стенфордського мосту 20 вересня. Гарольд Ґодвіндсон переміг, Гарольд Гаррада і Тостіг загинули в битві. В той час вітер змінився, дозволивши кораблям Вільгельма відплисти на північ, до Англії.
Вдале поєднання часу та військової майстерності дозволило Вільгельму здобути перемогу над Гарольдом у битві при Гастінгсі 14 жовтня 1066 року, де Гарольд загинув. Вільгельм став наступним королем Англії та започаткував еру нормандського панування в більшій частині країни, що тривала наступні 150 років. Гобелен виправдовує дії Вільгельма, виставляючи Едуарда в поганому образі.

## Зображення на гобелені

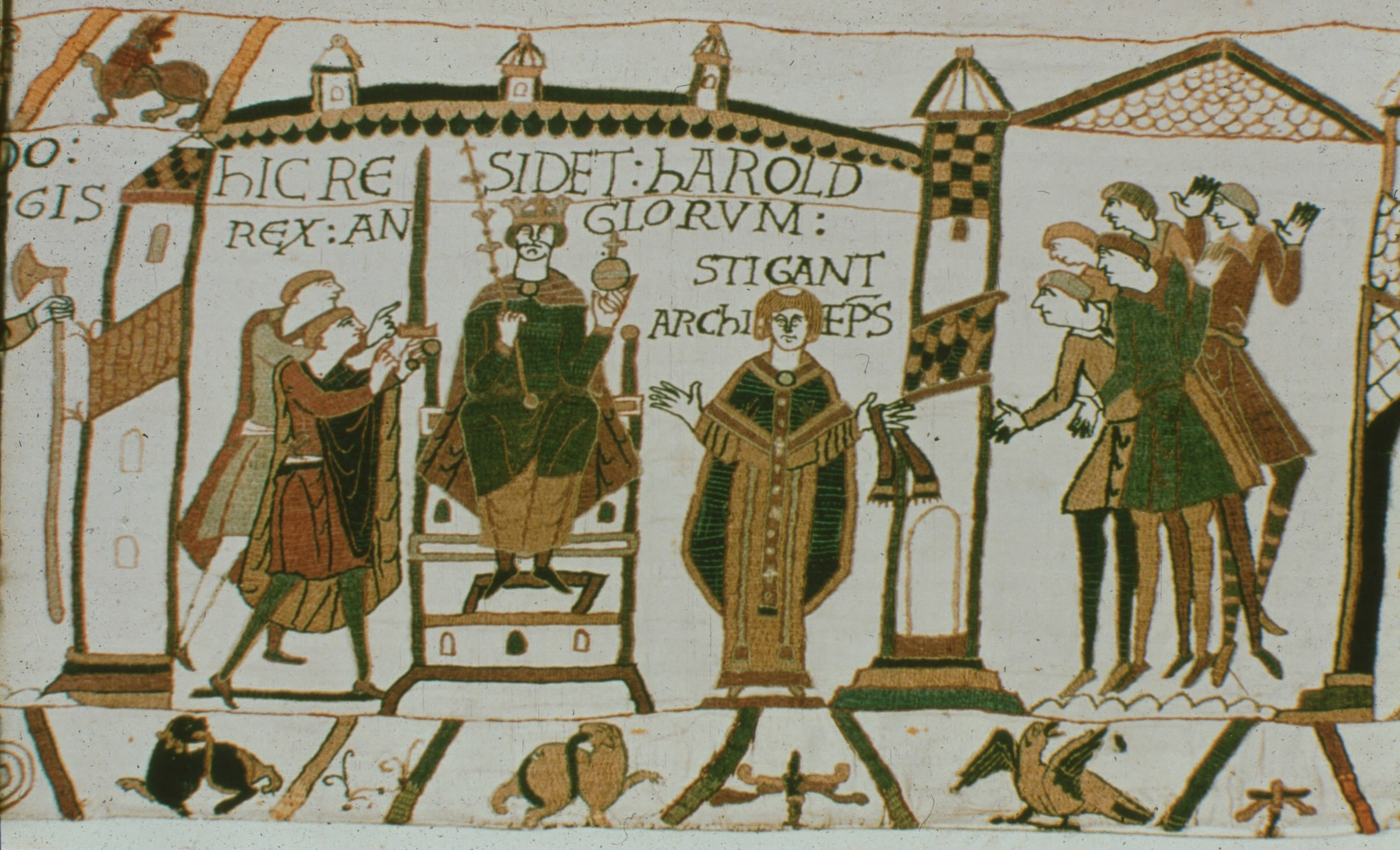
Гарольд Ґодвінсон і архієпископ Стіганд

Гобелен містить 58 сцен із підписами латиною, на яких разом зображено 626 персонажів. Він описує період середньовіччя в Нормандії та Англії, надаючи цінні зображення обладунків і зброї того часу, мореплавання в традиції вікінгів, подробиці повсякденного життя XI століття. Кульмінаційна сцена — це битва при Гастінгсі 1066 року, внаслідок якої Англія перейшла під нормандське панування. Центральна панель обрамлена фризами завширшки близько 7 см кожен. Фризи зображують тварин, як реальних (наприклад, птахів, левів, собак, оленів), так і уявних (наприклад, грифонів і кентаврів). На фризі представлена також байка Езопа про Лисицю та Ворону. Подібним чином нижній фриз використовується для зображення мертвих на полі бою в останніх сценах. Кінець гобелена втрачений, але імовірно, що там зображувалася коронація Вільгельма I Завойовника, котрий завоював Англію та посів трон померлого короля Едуарда Сповідника.
На гобелені зображені історичні постаті: Ельфігіфу (Емма Норманська), її син Едуард Сповідник, архієпископ Стіганд, герцог Конан II, королева Едіта Весекська, граф Євстахій II, граф Гі I де Поньє, король Гарольд II Ґодвінсон, його небіж Гакон, граф Леофвін Ґодвінсон, регент Одо, родич Едуарда Сповідника — Роберт Фіц-Вімарк, граф Роберт де Мортен, абат Сколланд, абат Турольд, норманський вельможа Вадард, король Вільгельм I Завойовник і лицар Вітал із Байо.
Сцени поділені на розділи (назви та зміст наведено за даними музею гобелена з Байо):

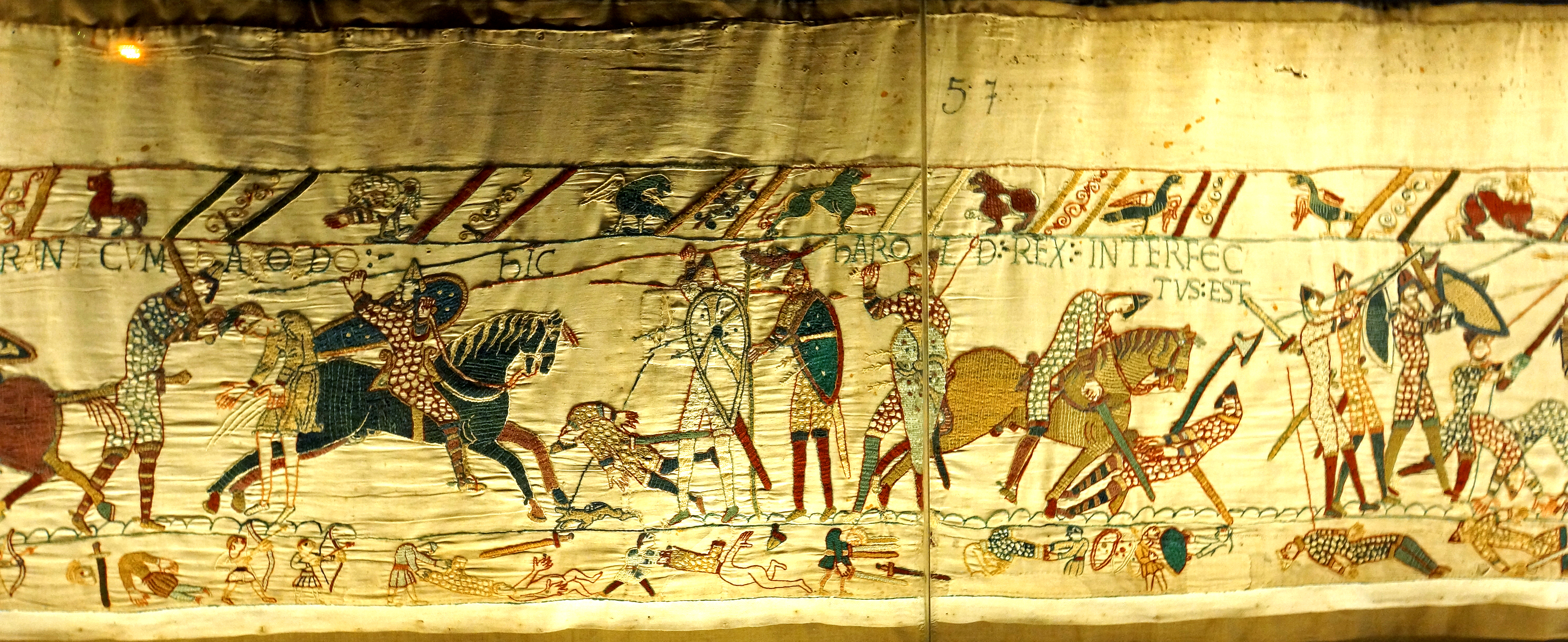
Битва при Гастінгсі

Розділ 1: Подорож до Нормандії. Едуард і Гарольд у Вестмінстері, Гарольд прямує до Бошема. Гарольд прибуває в Бошем, потім відчалює. Гарольд висаджується в Понтьє і потрапляє в полон до графа Гі.
Розділ 2: В'язень. Гарольд і Гі прямують до Борена. Прибуття гінців від Вільгельма. Гі відводить Гарольда до Вільгельма.
Розділ 3: Таємнича леді. Вільгельм і Гарольд прибувають до Руана, праворуч від них відкривається таємнича сцена.
Розділ 4: Брати за зброєю. Гарольд і Вільгельм борються з герцогом Бретані Конаном. Нормани атакують місто Дол. Конан здається Вільгельму. Вільгельм шанує Гарольда.
Розділ 5: Присяга. Гарольд дає урочисту клятву.
Розділ 6: Повернення. Гарольд повертається до Едуарда.
Розділ 7: Король мертвий… Похорон Едуарда.
Розділ 8: …Хай живе король. Гарольд коронований як новий король Англії.
Розділ 9: Планування вторгнення. Вільгельм вирішує напасти на Англію. Будівництво кораблів. Посадження в кораблі.
Розділ 10: Переправа. Кораблі відчалюють. Корабель Вільгельма.
Розділ 11: Плацдарм. Прибуття в Певенсі. Вільгельм і його люди насолоджуються бенкетом. Вільгельм веде дискусію зі своїми зведеними братами, будується замок.
Розділ 12: Вільгельм їде на війну. Ранок бою. Вільгельм на коні. Дві армії.
Розділ 13: Битва при Гастінгсі. Початок битви. Англійські піхотинці йдуть. Брат Гарольда гине. Єпископ Одо з'являється в битві. Вільгельм піднімає шолом (щоб його обличчя впізнали) після падіння з коня. Смерть Гарольда. Битва завершена.

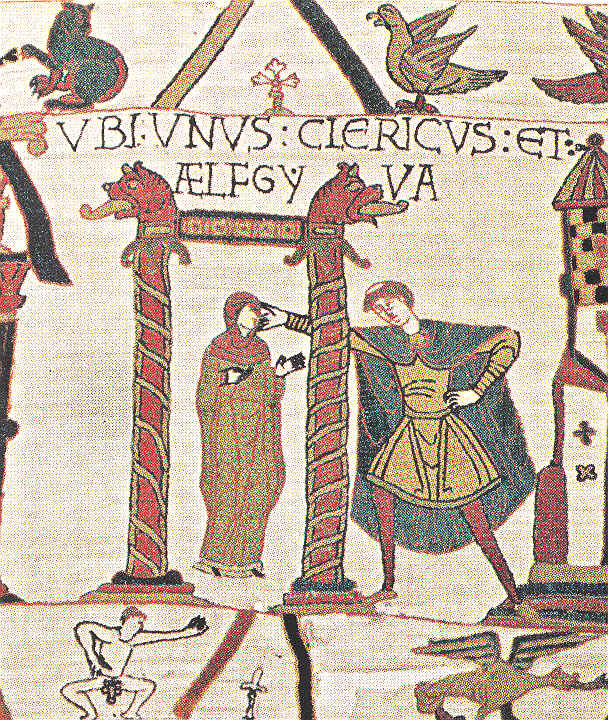
Ельфігіфу та священник
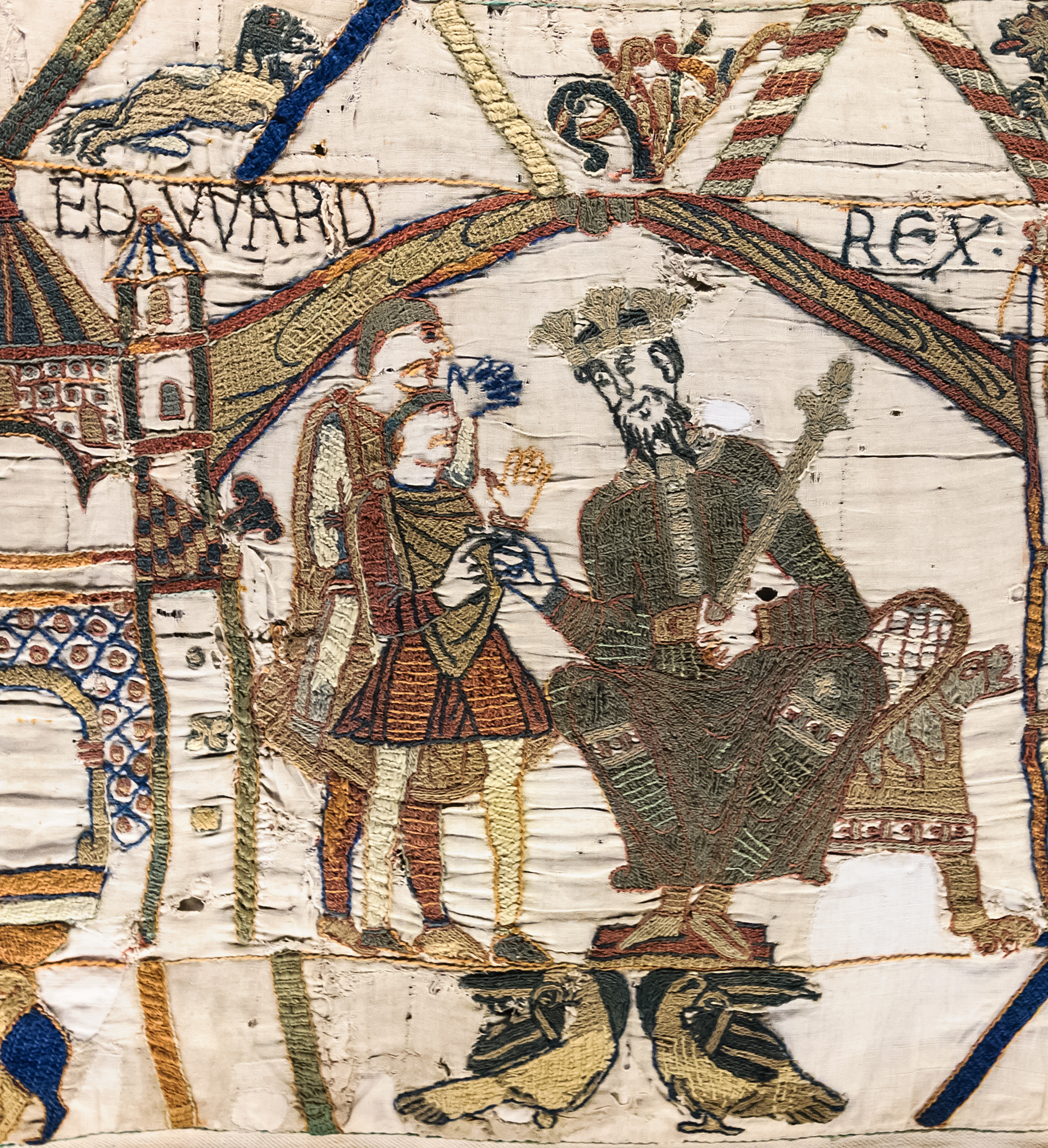
Едуард Сповідник
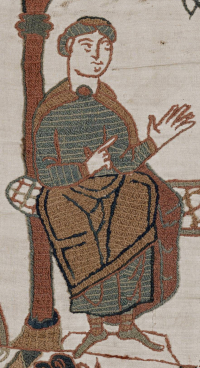
Єпископ Одо
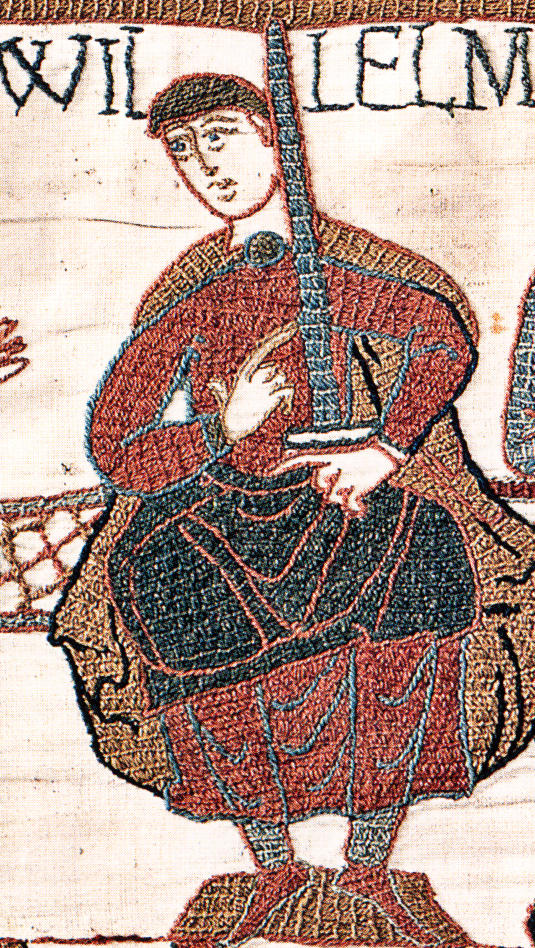
Вільгельм Завойовник
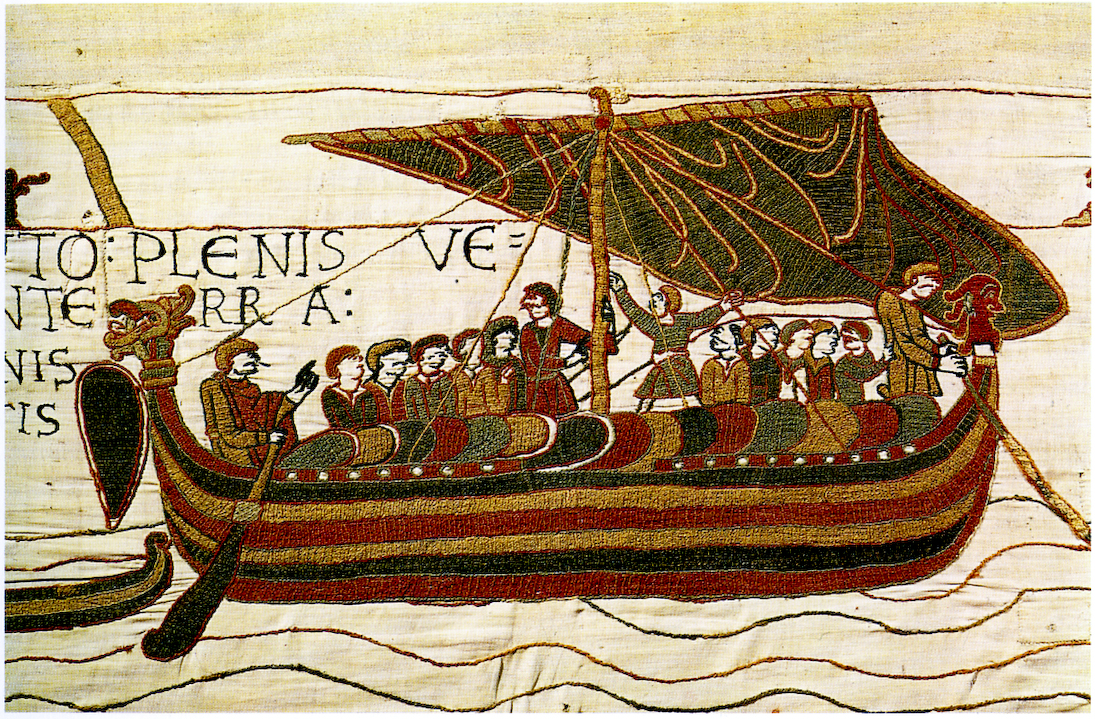
Корабель нормандців
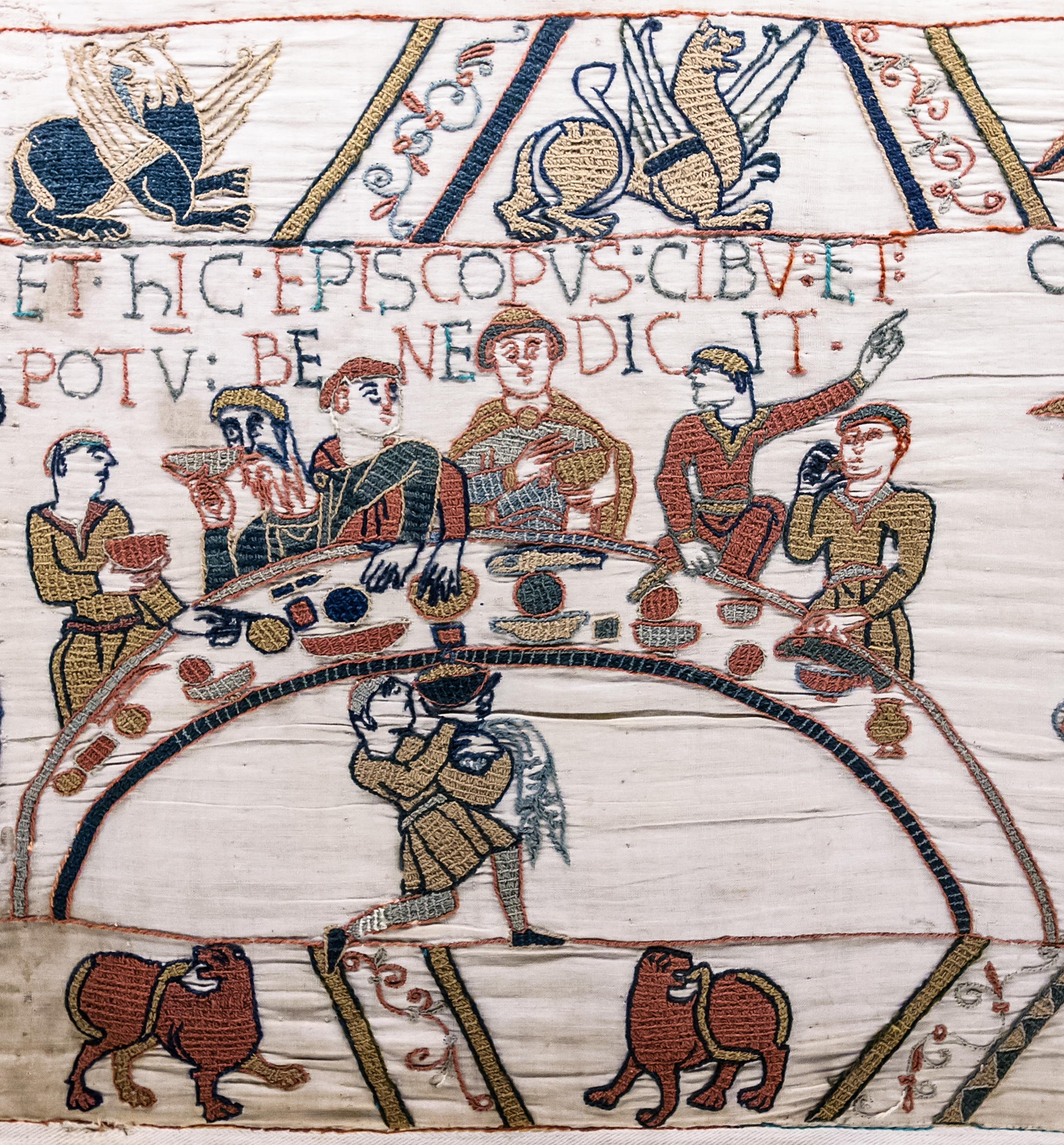
Сцена бенкету
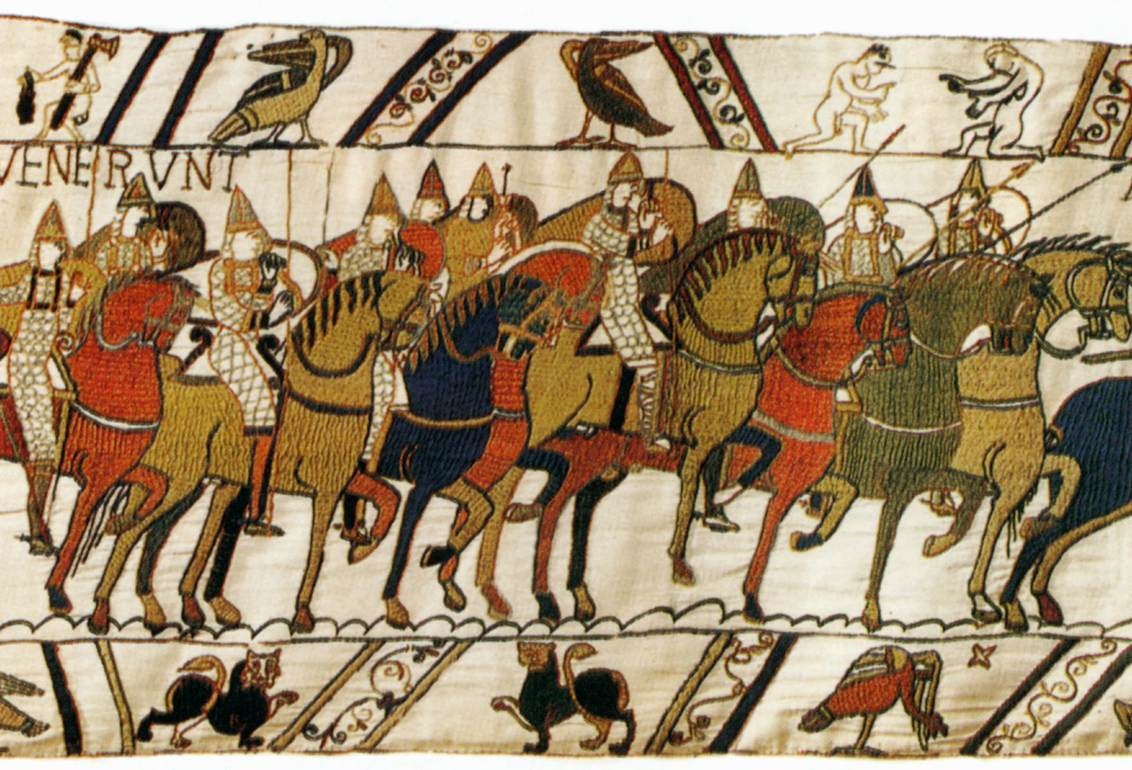
Вершники

## Виконання
Гобелен із Байо складається зі смуг лляної тканини, закріплених на підкладці. Його довжина складає 68,38 метра, а ширина — 50 см. Вишивка виконана вовняними та лляними нитками, пофарованими рослинними барвниками. Використано щонайменше 10 кольорів. Оскільки сцени на полотні вишиті, а не виткані, полотно технічно не є гобеленом, але така назва прижилася з часів середньовіччя, коли всі декоративні висячі полотна, незалежно від того, як вони були зроблені, називали гобеленами. Ймовірно, що вишивання відбувалося за попередньо намальованими на тканині контурами.

## Історія гобелена
Про походження гобелена достеменно нічого не відомо. Перша письмова згадка про гобелен із Байо датується 1476 роком, коли він був записаний у скарбницю собору в Байо як «дуже довгий і вузький виріб, на якому вишиті фігури та написи, що представляють завоювання Англії». Ймовірно, гобелен був виготовлений у 1070-х роках за наказом єпископа Одо з Байо, зведеного брата Вільгельма Завойовника. Можлива точніша дата — 1077 рік, коли Одо освятив собор у Байо, де виріб і виставлявся. Створення гобелена могло проходити в абатстві Сен-Флоран вишивальницями. Гобелен спочатку міг бути вивішений у великій залі приватної резиденції Одо. Більшість часу гобелен, ймовірно, був замкнений у скрині.
Франція привласнила гобелен після Французької революції 1792 року, і Наполеон Бонапарт ненадовго демонстрував його в Парижі як інструмент антибританської пропаганди. У 1842 році гобелен був публічно виставлений у бібліотеці міста. Під час Другої світової війни гобелен зберігався в Сурчесі, а потім у Луврі в Парижі, а після війни його повернули в Байо. Протягом багатьох років було виконано кілька дрібних реставрацій гобелена, а з 1983 року для гобелена відведено окреме місце в Центрі Вільгельма Завойовника в Байо.

## Історичне значення

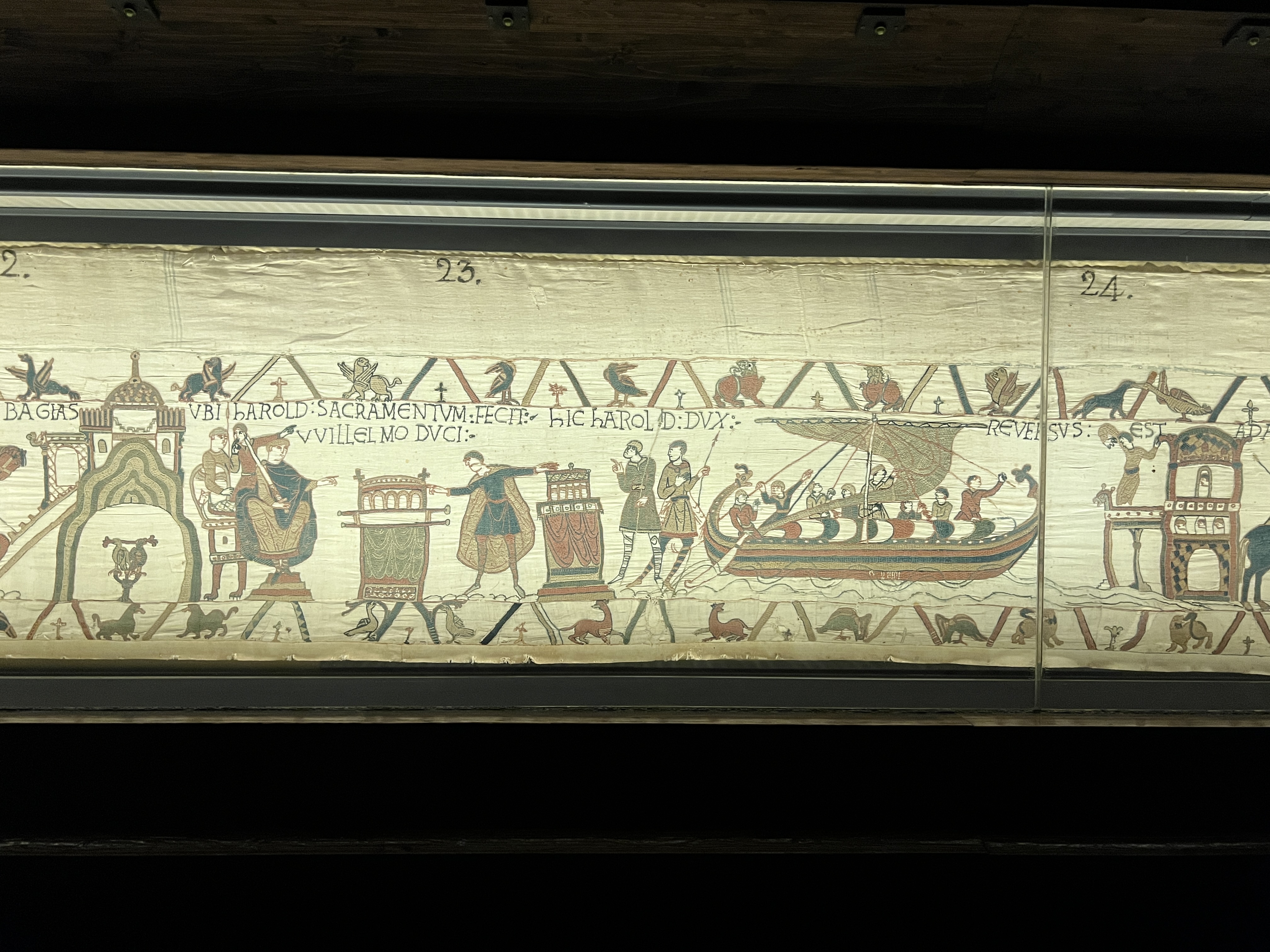
Гобелен у музеї

Зображення на гобелені розкривають багато деталей життя Середньовіччя, показуючи замки Мот і Бейлі, великі зали, церкви, будинки, кораблі, середньовічні бенкети, полювання з соколами та гончими собаками, коронацію, різноманітний одяг, безліч обладунків і зброї, і появу комети Галлея. Щити, зображені на гобелені, вказують на те, що в ті часи герби чи індивідуальна зброя ще не використовувалися широко, хоча і Вільгельм, і Гарольд могли їх мати. На гобелені є два типи нормандських лучників, які відрізняються наявністю і відсутністю обладунків; що свідчить про використання як професійних, так і призовних лучників.
Зображені аспекти повсякденного життя включають звичайний гардероб з тунік і штанів для чоловіків різного статусу, і довгі сукні для небагатьох зображених жінок. Показано національну моду, наприклад нормани віддають перевагу дуже короткому волоссю з високо поголеними шиями, а сакси — довгому волоссю та вусам. Сільськогосподарські сюжети показують оранку, посів насіння та відлякування птахів. На гобелені є одне з найдавніших зображень робочого коня з хомутом і плугом.
На гобелені містяться дискусійні зображення, як-от лучники зі шпорами (це спонукає деяких коментаторів припускати, що нормани використовували верхових лучників). На гобелені немає зображень арбалетників, незважаючи на те, що у Франції того часу вони вже існували — можливо, художники просто не знали, як їх зобразити. Є й такі хиби, як похорон Едуарда Сповідника перед його смертю, що могло статися через помилку при зшиванні частин гобелена. Гарольд при загибелі зображений зі стрілою в голові чи в оці, але ця деталь могла було поміщена в сцену під час реставрацій в XIX столітті. З іншого боку, маленькі дірочки в полотні свідчать, що в оригіналі на місці стріли теж щось було — можливо, спис.
Наявні кілька сцен, які не вдалося розшифрувати. Наприклад, священик з тонзурою, який нібито пестить жінку на ім'я Ельфігіфу, постать бородатого карлика, можливо, на ім'я Турольд, або маленькі оголені людські фігурки на фризах, одна з яких володіє сокирою. Найбільша загадка полягає в тому, який зміст останньої, втраченої сцени гобелена.

## Введення в культурний обіг
Килим виставляли на релігійні свята в соборі Байо, але це мало лише місцеве значення. Заново відкрили килим у кінці XVII ст. на хвилі нової зацікавленості в гобеленах, а також створенні відповідних мануфактур у Франції.
У 1730-х рр. Бернар де Монфокон, чернець-бенедиктинець, філолог та історик, оприлюднив репродукції з зображеннями килиму.
У небезпечні для історичних пам'яток минулого роки французької революції 1789—1793 палкі прихильники радикальних змін пропонували використати килим XI ст. як капу для зброї. Але знайшлась особа, що віддала менш цікавий зразок текстилю. Особою був якийсь освічений адвокат, що добре розумів значну мистецьку вартість малопривабливого зовнішньо килиму XI століття.
До килиму-реліквії потяг свої руки і новий французький диктатор Наполеон І. За його наказом килим із Байо у 1803 р. вивезли до Парижа.
У роки Другої світової війни килим захопили нацисти, але зберігали в коморах музею Лувр. У повоєнні роки килим повернули до Байо.

## Музей гобелена з Байо
Сам гобелен виставлено для огляду у спеціальному музеї (Musée de la Tapisserie de Bayeux), що розташований у місті Байо в Нормандії. Копія гобелена з Байо, зроблена у вікторіанські часи, зберігається в Музеї Редінгу, в англійському місті Редінг.